# 生田輝
生田輝（日语：／ Ikuta Teru */?，1991年4月30日—），日本女性女演員、聲優，大阪府出身。目前隸屬於

## 簡歷
- 2015年，在舞台劇『轉校生』1471人的選拔中，做為第21位脫穎而出。

## 人物
- 興趣為散步、料理、看動漫。
- 擅長所有運動、家事。認為自己精通家事是具有生活能力，不是女子力。
- 小時候看美少女戰士發現女孩子也可以很帥，因此立志要成為帥氣的女生。
- 喜歡鋼之煉金術師。
- 因為憧憬聲優朴璐美，而就讀桐朋學園藝術短期大學戲劇科。
- 中學時，曾加入軟式棒球部；高中時，為籃球部，也加入過攝影社。
- 具有一級彈跳床證照和汽車駕照。
- instagram的帳號「teltelbz」[1]意思是「てるてるぼーず(晴天娃娃)」。
- 自称过了25岁之后泪腺变得很脆弱，不管什么话题都能哭得出来。
- 不怎么吃甜食。但是喜欢吃马卡龙。

## 演出作品
※ 粗體字為主角、女主角或是主要角色

### 電視動畫
2018年
- 少女☆歌劇 Revue Starlight（石動雙葉）

2022年
- 蠟筆小新（八木尾好美）

2023年
- 江戶前精靈（小日向向日葵[2]）

2024年
- 蠟筆小新（野原樹）

### 劇場動畫
2020年
- 少女☆歌劇 Revue Starlight Rondo Rondo Rondo（石動雙葉）

2021年
- 劇場版 少女☆歌劇 Revue Starlight（石動雙葉）

### 網路動畫
2019年
- 少女☆寸劇 All Starlight（石動雙葉）

2020年
- 偶像大師 灰姑娘女孩劇場 Extra Stage（娜塔莉亞）

### 遊戲
2019年
- 偶像大师 灰姑娘女孩（娜塔莉亞）

### 電影
2015年
- あかぎれ（サツキ）

### 電視劇
- 「コウノドリ」（2015年10月16日，TBS）
- 99.9 刑事律師（2016年4月24日，TBS）
- ナイトヒーローNAOTO（2016年6月10日，東京電視台）
- 真昼の悪魔（2017年3月25日，東海電視台）

### 舞台/音樂劇
2015年
- 轉校生（2015年8月22日—9月6日，Zeppブルーシアター六本木）

2016年
- 戦国絵巻からす瓜～都の桜～（2016年9月21日—25日，萬劇場）- 花芽式部

2017年
- 少女☆歌劇Revue Starlight -The LIVE-#1（2017年9月22日—24日，AiiA 2.5 Theater Tokyo）- 石動雙葉
- ケンジ先生（2017年10月26日—11月5日，テアトルBONBON）- ソラコ

2018年
- 少女☆歌劇Revue Starlight -The LIVE-#1 revival（2018年1月6日—8日，AiiA 2.5 Theater Tokyo）- 石動雙葉
- 少女☆歌劇Revue Starlight -The LIVE-#2（2018年10月13日—21日，天王周 銀河劇場）- 石動雙葉
- 眼球綺譚/再生（2018年11月16日—27日，新宿眼科画廊）- わたし

2019年
- 舞台版「魔法少女（？）マジカルジャシリカ」☆第壱磁マジカル大戦☆（2019年3月13日—17日，シアターサンモール）- チャイニージンジャー
- 劇団CATMINT#15「所以～ill luck syndrome～」（2019年4月10日—14日，赤坂RED/THEATER）- 明日香
- 少女☆歌劇Revue Starlight -The LIVE-#2 revival （2019年7月12日—15日，舞浜アンフィシアター）- 石動雙葉